# 廟号
廟号（びょうごう）は、中国、朝鮮半島、ベトナムなどの東アジアの漢字文化圏において皇帝や王が死亡した後に、先祖を祭るための廟に載せるための名前のことである。

## 概要
諡号との違いは、諡号が子孫が先代に対してある種の評価を交えているのに対して、廟号は歴代の先祖の列に並ぶための号である。王朝の創設者などは「太祖」「高祖」、それ以外は「漢字一字＋宗」が用いられていることが多い。
東アジアの漢字文化圏でも、日本では天皇に諡号を使用した時期はあったものの、廟号が使用されることはなかった。
中国歴代王朝では、周王朝から隋王朝まで、秦王朝を除き、歴代の王・皇帝は諡号で呼ぶのが通例であり、一部に初代・2代目の皇帝を廟号で呼ぶなどの例外があった。しかし唐以降の王朝は、廟号ですべての皇帝を呼ぶのが通例となった。これは唐王朝以降は、諡号が複雑長大になる傾向があったためである。
明代以降は一世一元の制が採られ、一部の例外を除いて1人の皇帝が1つの元号のみを持つようになったため、「元号+帝」の呼び名を用いるようになった。
清は明から一世一元の制を引き継いだので、中国を支配した順治帝以後の皇帝は明と同様に元号+帝で呼ばれるが、中国を支配する以前の太祖、太宗の2代は名前もしくは廟号で呼ばれる場合が多い。